# Cerberus Fossae
Cerberus Fossae (en llatí «fosses de Cèrber») és un conjunt de fissures aproximadament paral·leles situades a prop de l'equador de Mart, formades per falles que separaren l'escorça a la regió de Cerberus (9° N, 197 °W). Les ondulacions que es poden observar al fons de la falla són petites dunes sorrenques causades pel vent.
La causa subjacent del procés de formació de falles fou la pressió magmàtica associada a la formació del conjunt de volcans d'Elysium, situats cap al nord-oest de Cerberus Fossae. Les falles travessen estructures preexistents, com ara diversos turons, fet que suggereix la seva relativa joventut. Se suposa que la formació de les fossae hauria alliberat aigua subterrània a pressió, prèviament confinada a la criosfera, amb uns cabals de fins a 2·10⁶ m³s−1 i que formà les valls Athabasca Valles.